# Edward Frederic Benson

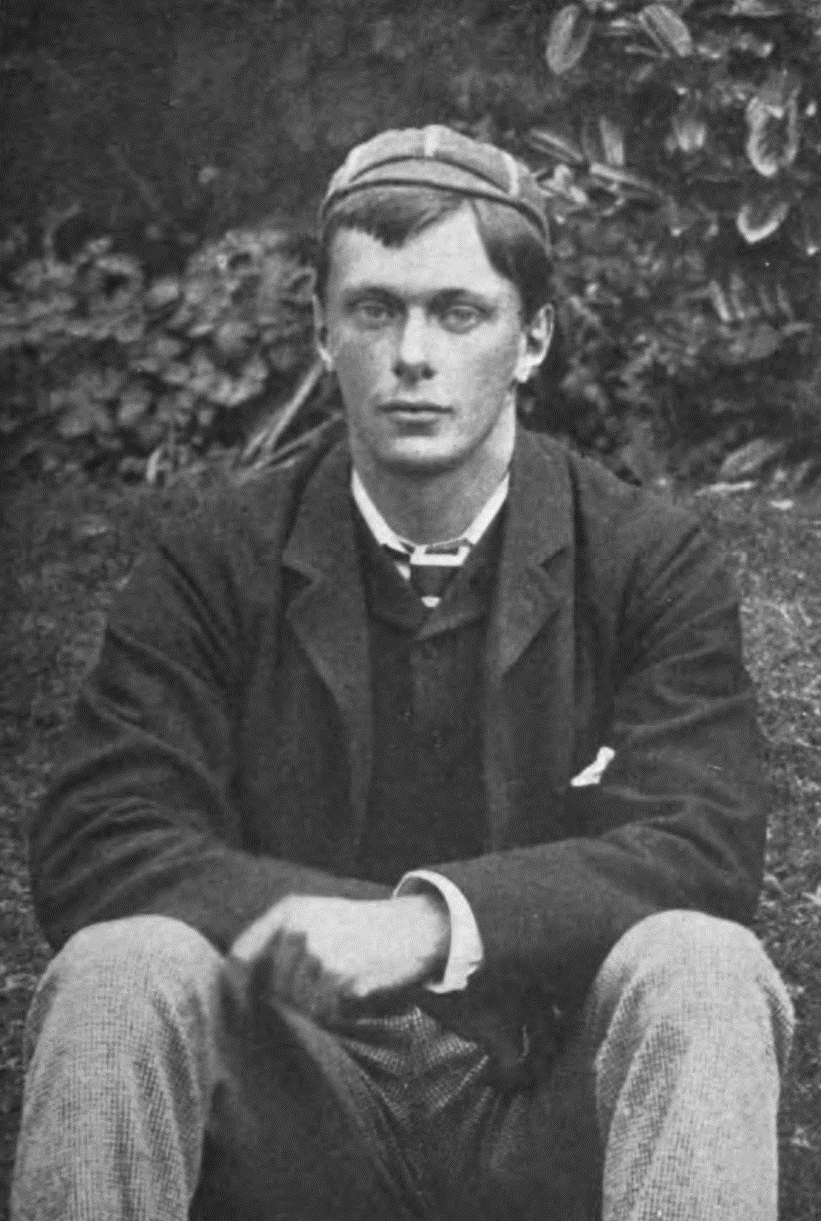
E. F. Benson (um 1890)

Edward Frederic Benson, kurz E. F. Benson (* 24. Juli 1867 in Berkshire; † 29. Februar 1940 in London) war ein englischer Autor.

## Leben

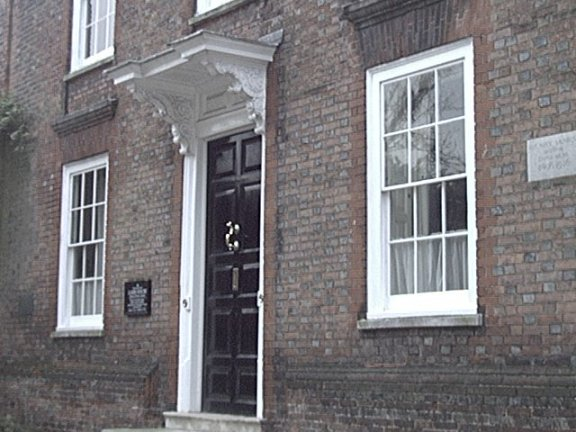
Das ehemalige Wohnhaus von E. F. Benson

Benson wurde am Wellington College in Berkshire geboren, als fünftes Kind des Rektors, Edward White Benson, des späteren Erzbischofs von Canterbury. Benson studierte am Marlborough College in Marlborough, Wiltshire und am King’s College in Cambridge.
E. F. Benson verfasste über 90 Bücher. Die populärsten waren seine komischen Romane über Dodo (Dodo, Dodo the Second und Dodo Wonder, 1914–1921) und Lucia, beginnend mit Queen Lucia (1920) und Lucia in London (1927). Außerdem verfasste er 1912 die Gruselkurzgeschichte Die Turmstube (The Room in the Tower). Zwischen 1911 und 1940 veröffentlichte Benson auch fünf Ausgaben mit persönlichen und familiären Erinnerungen.
Sein Bruder Arthur Christopher Benson wurde ebenfalls als Schriftsteller bekannt. Seine Schwester Margaret Benson war die erste Frau, die eine Lizenz in Ägypten erhielt und dort Ausgrabungen im Tempelbezirk der Göttin Mut in Karnak durchführte. Ihr Bruder „Fred“ unterstützte sie 1897 dabei, indem er Pläne zeichnete.

## Werke (Auswahl)
- Mrs Amworth. Vampir-Erzählung. In: Vampire. Anthologie. Fackelverlag, Olten 1969, Übers. & Hrsg. Helmut Degner, S. 125–142.[2]
- Lucia in London. Rogner & Bernhard, Hamburg 1990, ISBN 3-8077-0242-3 / ISBN 978-3-8077-0242-1.
- Queen Lucia auf dem Lande. Roman. Piper, München 1991, ISBN 3-492-11373-7 / ISBN 978-3-492-11373-1.
- Lucia in Nöten. Aus dem Engl. von Sigrid Ruschmeier, Rogner & Bernhard, Hamburg 1994, ISBN 3-8077-0279-2 / ISBN 978-3-8077-0279-7.
- Mrs. Amworth. JMB Verlag, Hannover 2017, Übers. & Hrsg. Heiko Postma, ISBN 978-3-944342-35-1.